# Big Talk
Big Talk è un singolo del gruppo musicale statunitense Warrant, il terzo estratto dal loro album di debutto Dirty Rotten Filthy Stinking Rich nel 1989.
Il brano raggiunse il novantatreesimo posto della Billboard Hot 100 e la trentesima posizione della Mainstream Rock Songs.

## Tracce
1. Big Talk – 3:42
2. D.R.F.S.R. – 3:17

## Classifiche
| Classifica (1989)             | Posizione massima |
| ----------------------------- | ----------------- |
| Stati Uniti                   | 93                |
| Stati Uniti (mainstream rock) | 30                |